# Nishat Abedi
Nishat Abedi (ur. 1939 w Karaczi) – pakistański brydżysta.

## Wyniki brydżowe

### Olimpiady
Na olimpiadach uzyskał następujące rezultaty:
| Olimpiady brydżowe. Zawody teamów | Olimpiady brydżowe. Zawody teamów | Olimpiady brydżowe. Zawody teamów | Olimpiady brydżowe. Zawody teamów | Olimpiady brydżowe. Zawody teamów | Olimpiady brydżowe. Zawody teamów |
| Rok                               | Miejsce                           | Zawody                            | Kategoria                         | Drużyna                           | Pozycja                           |
| --------------------------------- | --------------------------------- | --------------------------------- | --------------------------------- | --------------------------------- | --------------------------------- |
| 1992                              | Salsomaggiore                     | 9. Olimpiada Teamów               | Open                              | Pakistan                          | 13                                |
| 1988                              | Wenecja                           | 8. Olimpiada Teamów               | Open                              | Pakistan                          | 31                                |
| 1984                              | Seattle                           | 7. Olimpiada Teamów               | Open                              | Pakistan                          | 5                                 |

### Zawody światowe
W światowych zawodach zdobył następujące lokaty:
| Mistrzostwa Świata. Konkurencja teamów | Mistrzostwa Świata. Konkurencja teamów | Mistrzostwa Świata. Konkurencja teamów | Mistrzostwa Świata. Konkurencja teamów | Mistrzostwa Świata. Konkurencja teamów | Mistrzostwa Świata. Konkurencja teamów |
| Rok                                    | Miejsce                                | Zawody                                 | Kategoria                              | Drużyna                                | Pozycja                                |
| -------------------------------------- | -------------------------------------- | -------------------------------------- | -------------------------------------- | -------------------------------------- | -------------------------------------- |
| 2014                                   | Sanya\|                                | 14. Seria Mistrzostw Świata\|          | Open                                   | Bilal                                  | 96                                     |
| 2010                                   | Filadelfia                             | 13. Seria Mistrzostw Świata            | Open                                   | Bilal                                  | 33                                     |
| 2006                                   | Werona                                 | 12. Mistrzostwa Świata                 | Open                                   | Allana                                 | 33                                     |
| 2005                                   | Estoril                                | 37. Mistrzostwa Świata Teamów          | Trans                                  | Data Steel                             | 81                                     |
| 2005                                   | Estoril                                | 37. Mistrzostwa Świata Teamów          | Seniorzy                               | Pakistan                               | 15                                     |
| 2000                                   | Southampton                            | 34. Mistrzostwa Świata Teamów          | Open                                   | Pakistan                               | 17                                     |
| 1986                                   | Miami Beach                            | 7. Mistrzostwa Świata                  | Open                                   | Mahmood                                | 2                                      |
| 1983                                   | Sztokholm                              | 26. Mistrzostwa Świata Teamów          | Open                                   | Pakistan                               | 7                                      |
| 1981                                   | Nowy Jork                              | 25. Mistrzostwa Świata Teamów          | Open                                   | Pakistan                               | 2                                      |

| Mistrzostwa Świata. Konkurencja par | Mistrzostwa Świata. Konkurencja par | Mistrzostwa Świata. Konkurencja par | Mistrzostwa Świata. Konkurencja par | Mistrzostwa Świata. Konkurencja par | Mistrzostwa Świata. Konkurencja par |
| Rok                                 | Miejsce                             | Zawody                              | Kategoria                           | Partner                             | Pozycja                             |
| ----------------------------------- | ----------------------------------- | ----------------------------------- | ----------------------------------- | ----------------------------------- | ----------------------------------- |
| 2010                                | Filadelfia                          | 13. Mistrzostwa Świata              | Open                                | Fawad Hakim                         | 248                                 |
| 2006                                | Werona                              | 12. Mistrzostwa Świata              | Open                                | Rashid Jafer                        | 227                                 |

## Klasyfikacja
- Nishat Abedi – klasyfikacja WBF (ang.)